# 湖北省高等学校列表
湖北省高等学校列表，是中国大陸高等学校列表的湖北省部分。截至2017年5月31日，湖北共有36所公立本科高校、32所民辦本科高校、51所公立專科高校、10所民辦專科高校、14所成人高校、2所軍事院校。

## 院校列表
| 部属普通本科院校 |                                                                                            |          |               |                 |                                                                 |
| #                | 学校名称                                                                                   | 建校日期 | 所在地        | 校园面积        | 网址                                                            |
| A01              | 武汉大学 合并自： 武汉大学, 武汉水利电力大学, 武汉测绘科技大学, 湖北医科大学               | 1893年   | 武汉市 武昌   | 5787亩          | http://www.whu.edu.cn/ （页面存档备份，存于）                   |
| A02              | 华中科技大学 合并自： 华中理工大学, 同济医科大学, 武汉城市建设学院, 科技部干部管理学院     | 1953年   | 武汉市 洪山   | 7000余亩        | http://www.hust.edu.cn/ （页面存档备份，存于）                  |
| A03              | 华中农业大学                                                                               | 1898年   | 武汉市 武昌   | 7425亩(495万㎡) | http://www.hzau.edu.cn/ （页面存档备份，存于）                  |
| A04              | 中国地质大学 (武汉)                                                                        | 1952年   | 武汉市 武昌   |                 | http://www.cug.edu.cn/ （页面存档备份，存于）                   |
| A05              | 武汉理工大学 合并自： 武汉工业大学, 武汉汽车工业大学, 武汉交通科技大学                     | 2000年   | 武汉市 武昌   | 4000余亩        | http://www.whut.edu.cn/ （页面存档备份，存于）                  |
| A06              | 华中师范大学                                                                               | 1903年   | 武汉市 武昌   | 120余万㎡       | http://www.ccnu.edu.cn/ （页面存档备份，存于）                  |
| A07              | 中南财经政法大学 合并自： 中南财经大学, 中南政法学院                                       | 1948年   | 武汉市 洪山   | 2800余亩        | http://www.zuel.edu.cn/ （页面存档备份，存于）                  |
| A08              | 中南民族大学                                                                               | 1951年   | 武汉市 洪山   | 1554亩          | http://www.scuec.edu.cn/ （页面存档备份，存于）                 |
| 普通本科军事院校 |                                                                                            |          |               |                 |                                                                 |
| B01              | 中国人民解放军联勤保障部队工程大学武汉校区                                                 |          | 武汉市 汉口   |                 |                                                                 |
| B02              | 中国人民解放军海军工程大学                                                                 |          | 武汉市 汉口   |                 |                                                                 |
| B03              | 中国人民解放军空军预警学院                                                                 |          | 武汉市 汉口   |                 |                                                                 |
| B04              | 中国人民解放军火箭军指挥学院                                                               |          | 武汉市 汉口   |                 |                                                                 |
| B05              | 中国人民解放军陆军工程大学军械士官学校                                                     |          | 武汉市 汉口   |                 |                                                                 |
| 省属普通本科院校 |                                                                                            |          |               |                 |                                                                 |
| C01              | 湖北大学                                                                                   | 1931年   | 武汉市 武昌   |                 | http://www.hubu.edu.cn/ （页面存档备份，存于）                  |
| C02              | 长江大学 合并自： 江汉石油学院, 湖北农学院, 荆州师范学院, 湖北省卫生职工医学院             | 1950年   | 荆州市 武汉市 | 4742亩          | http://www.yangtzeu.edu.cn/ （页面存档备份，存于）              |
| C03              | 江汉大学 合并自： 江汉大学, 华中理工大学汉口分校, 武汉职工医学院, 武汉教育学院             | 1978年   | 武汉市 汉阳   |                 | http://www.jhun.edu.cn/ （页面存档备份，存于）                  |
| C04              | 三峡大学 合并自： 武汉水利电力大学 (宜昌), 湖北三峡学院                                    | 1946年   | 宜昌市        |                 | http://www.ctgu.edu.cn/ （页面存档备份，存于）                  |
| C05              | 武汉科技大学                                                                               | 1898年   | 武汉市 青山   |                 | http://www.wust.edu.cn/ （页面存档备份，存于）                  |
| C06              | 湖北工业大学                                                                               | 1952年   | 武汉市 洪山   |                 | http://www.hbut.edu.cn/ （页面存档备份，存于）                  |
| C07              | 武汉工程大学                                                                               | 1972年   | 武汉市 洪山   |                 | http://www.wit.edu.cn/ （页面存档备份，存于）                   |
| C08              | 武汉纺织大学                                                                               | 1958年   | 武汉市 武昌   |                 | http://www.wtu.edu.cn/ （页面存档备份，存于）                   |
| C09              | 武汉轻工大学                                                                               | 1951年   | 武汉市 汉口   |                 | http://www.whpu.edu.cn/ （页面存档备份，存于）                  |
| C10              | 湖北中医药大学                                                                             | 1958年   | 武汉市 洪山   |                 | http://www.hbtcm.edu.cn/ （页面存档备份，存于）                 |
| C11              | 湖北师范大学                                                                               | 1973年   | 黄石市        |                 | http://www.hbnu.edu.cn/ （页面存档备份，存于）                  |
| C12              | 黄冈师范学院                                                                               |          | 黄冈市        |                 | http://www.hgnc.net/ （页面存档备份，存于）                     |
| C13              | 汉江师范学院                                                                               | 1904年   | 十堰市        |                 | http://www.hjnu.edu.cn/ （页面存档备份，存于）                  |
| C14              | 湖北民族大学                                                                               |          | 恩施州 恩施市 |                 | http://www.hbmy.edu.cn/ （页面存档备份，存于）                  |
| C15              | 湖北文理学院                                                                               |          | 襄阳市        |                 | http://www.hbuas.edu.cn/ （页面存档备份，存于）                 |
| C16              | 武汉体育学院                                                                               |          | 武汉市 武昌   |                 | http://www.whsu.edu.cn/ （页面存档备份，存于）                  |
| C17              | 湖北美术学院                                                                               |          | 武汉市 武昌   |                 | http://www.hifa.edu.cn/ （页面存档备份，存于）                  |
| C18              | 湖北汽车工业学院                                                                           |          | 十堰市        |                 | http://www.huat.edu.cn/ （页面存档备份，存于）                  |
| C19              | 湖北工程学院                                                                               |          | 孝感市        |                 | http://www.hbeu.cn/ （页面存档备份，存于）                      |
| C20              | 湖北理工学院                                                                               |          | 黄石市        |                 | http://www.hbpu.edu.cn/ （页面存档备份，存于）                  |
| C21              | 湖北科技学院                                                                               |          | 咸宁市        |                 | http://www.hbust.com.cn/ （页面存档备份，存于）                 |
| C22              | 湖北医药学院                                                                               |          | 十堰市        |                 | http://hbmu.edu.cn/ （页面存档备份，存于）                      |
| C23              | 湖北警官学院                                                                               |          | 武汉市 汉口   |                 | https://www.hbpa.edu.cn/ （页面存档备份，存于）                 |
| C24              | 武汉音乐学院                                                                               |          | 武汉市 武昌   |                 | http://www.whcm.edu.cn/ （页面存档备份，存于）                  |
| C25              | 湖北经济学院 合并自： 湖北商业高等专科学校, 武汉金融高等专科学校, 湖北省计划管理干部学院   | 2002年   | 武汉市 江夏   |                 | http://www.hbue.edu.cn/ （页面存档备份，存于）                  |
| C26              | 武汉商学院                                                                                 |          | 武汉市 汉阳   |                 | http://www.wbu.edu.cn/ （页面存档备份，存于）                   |
| C27              | 荆楚理工学院                                                                               |          | 荆门市        |                 | http://www.jcut.edu.cn/ Archive.today的存檔，存档日期2016-08-29 |
| C28              | 武汉生物工程学院                                                                           |          | 武汉市 新洲   |                 | http://www.whsw.net/ （页面存档备份，存于）                     |
| C29              | 湖北文理学院理工学院                                                                       |          | 襄阳市 樊城   |                 | http://www.hbasstu.net/ （页面存档备份，存于）                  |
| 普通高等职业院校 |                                                                                            |          |               |                 |                                                                 |
| D02              | 武汉城市职业学院                                                                           |          | 武汉市 武昌   |                 | http://www.whcvc.edu.cn/ （页面存档备份，存于）                 |
| D03              | 湖北中医药高等专科学校                                                                     |          | 荆州市        |                 | http://www.hbzyy.org/ （页面存档备份，存于）                    |
| D04              | 武汉职业技术学院                                                                           |          | 武汉市 洪山   |                 | http://www.wtc.edu.cn/ （页面存档备份，存于）                   |
| D05              | 黄冈职业技术学院                                                                           |          | 黄冈市        |                 | http://www.hbhgzy.com.cn/ （页面存档备份，存于）                |
| D06              | 长江职业学院                                                                               |          | 武汉市 武昌   |                 | http://www.cjxy.edu.cn/ （页面存档备份，存于）                  |
| D07              | 荆州理工职业学院                                                                           |          | 荆州市        |                 | http://www.jzlg.cn/ （页面存档备份，存于）                      |
| D08              | 湖北工业职业技术学院                                                                       |          | 十堰市        |                 | http://www.hbgyzy.edu.cn/ （页面存档备份，存于）                |
| D09              | 鄂州职业大学                                                                               |          | 鄂州市        |                 | http://www.ezu.net.cn/ （页面存档备份，存于）                   |
| D12              | 湖北职业技术学院                                                                           |          | 孝感市        |                 | http://www.hbvtc.edu.cn/ （页面存档备份，存于）                 |
| D13              | 武汉船舶职业技术学院                                                                       |          | 武汉市 汉阳   |                 | http://www.wspc.edu.cn/ （页面存档备份，存于）                  |
| D14              | 武汉工贸职业学院                                                                           |          | 武汉市 武昌   |                 | http://www.whgmxy.com/ （页面存档备份，存于）                   |
| D15              | 恩施职业技术学院                                                                           |          | 恩施市        |                 | http://www.eszy.edu.cn/ （页面存档备份，存于）                  |
| D16              | 襄阳职业技术学院                                                                           |          | 襄阳市        |                 | http://www.hbxftc.com/ （页面存档备份，存于）                   |
| D17              | 长江工程职业技术学院                                                                       |          | 武汉市 江夏   |                 | http://www.cj-edu.com.cn/ （页面存档备份，存于）                |
| D18              | 武汉铁路职业技术学院                                                                       |          | 武汉市 武昌   |                 | http://www.wru.com.cn/ （页面存档备份，存于）                   |
| D19              | 随州职业技术学院                                                                           |          | 随州市        |                 | http://www.szvtc.cn/ （页面存档备份，存于）                     |
| D20              | 武汉航海职业技术学院                                                                       |          | 武汉市 武昌   |                 | http://www.whhhxy.com/ （页面存档备份，存于）                   |
| D21              | 武汉警官职业学院                                                                           |          | 武汉市 汉口   |                 | http://www.whpa.cn/ （页面存档备份，存于）                      |
| D22              | 湖北三峡职业技术学院                                                                       |          | 宜昌市        |                 | http://www.tgc.edu.cn/ （页面存档备份，存于）                   |
| D23              | 武汉交通职业学院 合并自： 长江航运职工大学, 武汉交通政治管理干部学院, 武汉交通管理干部学院 | 1953年   | 武汉市 洪山   | 1025亩          | http://www.whtcc.edu.cn/ （页面存档备份，存于）                 |
| D24              | 湖北城市建设职业技术学院                                                                   |          | 武汉市 武昌   |                 | http://www.hbucvc.edu.cn/ （页面存档备份，存于）                |
| D25              | 湖北轻工职业技术学院                                                                       |          | 武汉市 武昌   |                 | http://www.hbliti.com/ （页面存档备份，存于）                   |
| D26              | 湖北水利水电职业技术学院                                                                   |          | 武汉市 武昌   |                 | http://www.hbsy.cn/ （页面存档备份，存于）                      |
| D27              | 武汉外语外事职业学院                                                                       |          | 武汉市 武昌   |                 | http://www.whflfa.com/ （页面存档备份，存于）                   |
| D28              | 武汉商贸职业学院                                                                           |          | 武汉市 武昌   |                 | http://www.whicu.com/ （页面存档备份，存于）                    |
| D29              | 武汉科技职业学院                                                                           |          | 武汉市 武昌   |                 | http://www.whkjz.com/ （页面存档备份，存于）                    |
| D30              | 武汉信息传播职业技术学院                                                                   |          | 武汉市 武昌   |                 | http://www.whinfo.cn/ （页面存档备份，存于）                    |
| D31              | 湖北开放职业学院                                                                           |          | 武汉市 武昌   |                 | http://www.hbou.cn/ （页面存档备份，存于）                      |
| D32              | 武汉电力职业技术学院                                                                       |          | 武汉市 武昌   |                 | http://www.whetc.com/ （页面存档备份，存于）                    |
| D33              | 武汉工程职业技术学院                                                                       |          | 武汉市        |                 | http://www.wgxy.net/ Archive.today的存檔，存档日期2016-08-29    |
| D34              | 江汉艺术职业学院                                                                           |          | 潜江市        |                 | http://www.hbjhart.com/ （页面存档备份，存于）                  |
| D35              | 黄冈科技职业学院                                                                           |          | 黄冈市        |                 | http://www.hbhgkj.com/ （页面存档备份，存于）                   |
| D36              | 湖北生态工程职业技术学院                                                                   |          | 武汉市 武昌   |                 | http://www.hb-green.com/ （页面存档备份，存于）                 |
| D37              | 湖北生物科技职业学院                                                                       |          | 武汉市 武昌   |                 | http://www.hbswkj.com/ （页面存档备份，存于）                   |
| D38              | 湖北财税职业学院                                                                           |          | 武汉市 武昌   |                 | http://www.hbcszyxy.cn/ （页面存档备份，存于）                  |
| D39              | 武汉民政职业学院                                                                           |          | 武汉市 武昌   |                 | http://www.whmzxy.cn/ （页面存档备份，存于）                    |
| D40              | 荆州职业技术学院                                                                           |          | 荆州市        |                 | http://www.jzit.net.cn/ （页面存档备份，存于）                  |
| D41              | 武汉软件工程职业学院                                                                       |          | 武汉市 洪山   |                 | http://www.whvcse.edu.cn/ （页面存档备份，存于）                |
| D42              | 湖北艺术职业学院                                                                           |          | 武汉市 武昌   |                 | http://www.artschool.com.cn/ （页面存档备份，存于）             |
| D43              | 咸宁职业技术学院                                                                           |          | 咸宁市        |                 | http://www.xnec.cn/ （页面存档备份，存于）                      |
| D44              | 仙桃职业学院                                                                               |          | 仙桃市        |                 | http://www.hbxtzy.com/ （页面存档备份，存于）                   |
| D45              | 湖北交通职业技术学院                                                                       |          | 武汉市 洪山   |                 | http://www.hbctc.edu.cn/ （页面存档备份，存于）                 |
| D46              | 湖北国土资源职业学院                                                                       |          | 荆州市        |                 | http://www.hbgt.com.cn/ （页面存档备份，存于）                  |

## 獨立院校
| #  | 学校名称                       | 创立时间   | 所在地 | 校地 (公頃)                                       | 学校网址                                               |
| -- | ------------------------------ | ---------- | ------ | ------------------------------------------------- | ------------------------------------------------------ |
| 1  | 武昌首义学院                   | 2000年8月  | 武汉市 | 占地面积1000余亩，建筑面积48万平米                | http://www.wsyu.edu.cn/ （页面存档备份，存于）         |
| 2  | 文华学院                       |            | 武汉市 | 校园规划面积1500亩                                | http://www.hustwenhua.net/ （页面存档备份，存于）      |
| 3  | 武汉东湖学院                   |            | 武汉市 | 现占地面积1200余亩                                | http://www.wdu.edu.cn/ （页面存档备份，存于）          |
| 4  | 晴川学院                       |            | 武汉市 |                                                   | http://qcuwh.cn/ （页面存档备份，存于）                |
| 5  | 汉口学院                       | 2000年9月  | 武汉市 | 占地面积1200余亩                                  | http://www.hkxy.edu.cn/ （页面存档备份，存于）         |
| 6  | 武汉传媒学院                   | 2004年6月  | 武汉市 | 占地面积320亩，校舍总面积20万平方米               | http://www.whmc.edu.cn/ （页面存档备份，存于）         |
| 7  | 武汉华夏理工学院               |            | 武汉市 | 占地面积506亩                                     | http://www.hxut.edu.cn/ （页面存档备份，存于）         |
| 8  | 武汉工程科技学院               |            | 武汉市 | 占地1000余亩，建筑面积33.6万平方米                | http://www.wuhues.com/ （页面存档备份，存于）          |
| 9  | 武汉设计工程学院               |            | 武汉市 | 占地面积400亩，校舍建筑面积近15万平方米           | http://www.wids.edu.cn/ （页面存档备份，存于）         |
| 10 | 武汉学院                       |            | 武汉市 | 占地面积399.5亩，建筑面积16.3万余平方米           | http://www.whxy.net/ （页面存档备份，存于）            |
| 11 | 武汉工商学院                   |            | 武汉市 | 南湖校区占地面积670亩；黄家湖校区占地面积近1000亩 | http://www.wtbu.edu.cn/ （页面存档备份，存于）         |
| 12 | 武昌理工学院                   |            | 武汉市 | 建筑面积40万平方米                                | http://www.wut.edu.cn/ （页面存档备份，存于）          |
| 13 | 武汉科技大学城市学院           | 2002年     | 武汉市 | 校园规划面积1800亩，现有面积860亩                 | http://www.city.wust.edu.cn/ （页面存档备份，存于）    |
| 14 | 湖北大学知行学院               |            | 武汉市 | 占地500余亩                                       | http://www.hudazx.cn/ （页面存档备份，存于）           |
| 15 | 湖北工业大学工程技术学院       |            | 武汉市 | 2002年8月                                         | http://gcxy.hbut.edu.cn/ （页面存档备份，存于）        |
| 16 | 湖北商贸学院                   |            | 武汉市 | 占地面积875亩                                     | http://www.hbc.edu.cn/ （页面存档备份，存于）          |
| 17 | 武汉工程大学邮电与信息工程学院 | 2002年8月  | 武汉市 |                                                   | http://www.witpt.edu.cn/ （页面存档备份，存于）        |
| 18 | 武昌工学院                     |            | 武汉市 | 占地面积1000亩                                    | /http://www.wuit.cn/ （页面存档备份，存于）            |
| 19 | 武汉纺织大学外经贸学院         | 2003年     | 武汉市 |                                                   | http://cibe.wtu.edu.cn/ （页面存档备份，存于）         |
| 20 | 武汉文理学院                   |            | 武汉市 | 已建和在建校舍面积达10万余平方米                  | http://www.jdwlxy.cn/ （页面存档备份，存于）           |
| 21 | 湖北经济学院法商学院           | 2003年3月  | 武汉市 | 占地面积500余亩                                   | http://www.hbfs.edu.cn/ （页面存档备份，存于）         |
| 22 | 长江大学工程技术学院           |            | 荆州市 |                                                   | http://gcxy.yangtzeu.edu.cn/ （页面存档备份，存于）    |
| 23 | 长江大学文理学院               |            | 荆州市 |                                                   | http://wlxy.yangtzeu.edu.cn/ （页面存档备份，存于）    |
| 24 | 三峡大学科技学院               | 2000年9月  | 宜昌市 | 规划占地面积615亩                                 | http://kjxy.ctgu.edu.cn/ （页面存档备份，存于）        |
| 25 | 湖北汽车工业学院科技学院       | 2003年3月  | 十堰市 | 占地面积近300亩                                   | http://kyzb.huat.edu.cn/hbkjxy/ （页面存档备份，存于） |
| 26 | 湖北医药学院药护学院           | 2004年     | 十堰市 | 占地面积近300亩                                   | http://yhgj.hbmu.edu.cn/ （页面存档备份，存于）        |
| 27 | 湖北恩施学院                   |            | 恩施市 | 学校占地302亩，校舍面积12万平方米                 | http://www.hbmykjxy.cn/ （页面存档备份，存于）         |
| 28 | 湖北师范大学文理学院           | 2003年12月 | 黄石市 | 200余亩（规划用地800余亩）                        | http://www.wlxy.hbnu.edu.cn/ （页面存档备份，存于）    |
| 29 | 湖北工程学院新技术学院         | 2003年     | 孝感市 |                                                   | http://www.hbeutc.cn/ （页面存档备份，存于）           |